# Save Me (webtoon)
Save Me (Hanja: 花樣年華 pt. 0 <SAVE ME>; Hangul: 화양연화 pt.0 <SAVE ME>; Romaja: Hwayangyeonhwa pt. 0: Save Me; lit. The Most Beautiful Moment in Life, Pt. 0: SAVE ME) là một webtoon Hàn Quốc được hợp tác sản xuất bởi Big Hit Entertainment và công ty con LICO về nội dung kỹ thuật số của Naver Webtoon. Trùng tên với bài hát năm 2016 của nhóm nhạc nam Hàn Quốc BTS "Save Me," truyện chạy từ ngày 17 tháng 1 đến ngày 11 tháng 4 năm 2019, bao gồm 15 tập cộng với một đoạn mở đầu.
Các nhân vật trung tâm của Save Me là bản ngã thay thế của bảy thành viên ban nhạc, mỗi người được đặt theo tên thật của mỗi thành viên ban nhạc. Webtoon kể về câu chuyện của nhân vật chính Kim Seok-jin người bị mắc kẹt trong một vòng lặp thời gian, liên tục sống lại cuộc sống của mình bắt đầu từ ngày 11 tháng 4, từ đó cậu chỉ có thể trốn thoát khi hoàn thành nhiệm vụ cứu sáu người bạn thân nhất của mình khỏi số phận đau khổ.
Save Me là một phần của Big Hit Entertainment BTS Universe (BU), một vũ trụ thay thế xoay quanh hầu hết sản lượng của BTS. Truyện có sẵn bằng sáu ngôn ngữ chính thức (bao gồm cả tiếng Hàn và tiếng Anh) và fan translation. Đã nhận được phản hồi chủ yếu là tích cực từ các độc giả WEBTOON, truyên đã thu được 50 triệu lượt xem khi kết thúc.

## Bối cảnh và khái niệm

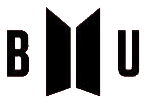
Logo của BTS Universe

Save Me là một phần của BTS Universe (còn được gọi là Bangtan Universe hoặc BU), một vũ trụ thay thế được tạo ra bởi Big Hit Entertainment, làm bùng nổ nhờ đầu ra của nhóm nhạc thần tượng K-pop BTS, bắt đầu với chuỗi The Most Beautiful Moment in Life. Big Hit Entertainment cung cấp câu chuyện của webtoon trong khi LICO, một công ty con của Naver Webtoon, chuyển thể và kết hợp câu chuyện vào Save Me. Cốt truyện của nó tương đồng với những hình ảnh được miêu tả trong các video âm nhạc của nhóm và trong các nội dung liên quan khác như cuốn sách HYYH: The Notes 1 của họ. Tiêu đề của webtoon đề cập đến đĩa đơn năm 2016 "Save Me" của BTS từ The Most Beautiful Moment in Life: Young Forever.
Webtoon bao gồm 16 phần: "đoạn mở đầu" ngắn, thể hiện bối cảnh của câu chuyện và 15 tập. Mỗi nhân vật trong số bảy nhân vật trung tâm của nó được đặt theo tên thật của mỗi thành viên trong ban nhạc và có các kho lưu trữ chỉ dành riêng cho vũ trụ để không nhầm lẫn danh tính của họ với các đối tác ngoài đời thực.
Bản phát hành sắp tới của Save Me cũng đã được đăng tải trên tài khoản Twitter Smeraldo Books của Big Hit Entertainment, trong đó các video clip ngắn đã được tải lên cùng với các ghi chú ngắn được trích từ HYYH: The Notes 1. Bản thân Smeraldo Books là một phần của BTS Universe, tên của nó ám chỉ bài hát "The Truth Untold" từ Love Yourself: Tear.

## Cốt truyện

### Tập 1–4
—Kim Seok-jin
Save Me Tập 1

Seok-jin trở về Hàn Quốc sau hai năm ở Mỹ. Tràn ngập sự hoài niệm, anh nhớ lại những kỷ niệm đẹp đã có với sáu người bạn thân thời trung học của mình—Yoon-gi, Ho-seok, Nam-joon, Ji-min, Tae-hyung và Jung-kook—những người đã đường ai nấy đi kể từ hai năm trước. Một ngày nọ, khi đang lái xe vào ngày 11 tháng 4, anh nhìn thấy Jung-kook băng qua đường trên đường đến trường và sau đó vào ban đêm, anh nhìn thấy Nam-joon đang làm việc tại một trạm xăng, nhưng anh không thực hiện bất kỳ nỗ lực nào để tiếp cận từng người trong số họ.
Hơn một tháng sau, Seok-jin tỉnh dậy sau một cơn ác mộng và quyết định kết nối lại với bạn bè của mình. Anh quay trở lại trạm xăng, chỉ để biết rằng Nam-joon đã ở trong tù vì hành hung khách hàng. Anh đến thăm Nam-joon tại trung tâm giam giữ, và biết rằng Nam-joon đã bị bắt trong một cuộc đánh nhau với một khách hàng hợm hĩnh vào đêm ngày 11 tháng 4, ngay sau khi Seok-jin rời khỏi nhà ga. Trước cơn sốc của mình, Seok-jin cũng biết được từ Nam-joon về cái chết của Jung-kook, Yoon-gi và biết rằng Ho-seok đang ở bệnh viện trong khi nơi ở của Tae-hyung và Ji-min vẫn chưa được biết. Sau chuyến thăm, Seok-jin chứng kiến cảnh Tae-hyung bị cảnh sát giam giữ và bị các phóng viên vây ráp.
Seok-jin đi đến bãi biển, thương tiếc về sự mất mát của mình và ước rằng anh có thể quay ngược thời gian và sửa chữa mọi thứ. Ở đó, anh nghe thấy một giọng nói bí ẩn và anh đã nhìn thấy một sinh vật nhỏ màu trắng chạy qua anh. Anh thức dậy và thấy mình trở lại vào sáng ngày 11 tháng 4, nghĩ rằng tất cả chỉ là một giấc mơ. Giống như trước đây, anh đi vào ban đêm đến trạm xăng nơi Nam-joon làm việc và phớt lờ anh ta. Đúng như anh đang nghĩ lẽ ra mình nên đến gần Nam-joon, một cậu bé ngã xuống xe của anh ấy, chết ngay lập tức khi va chạm. Kinh hoàng khi nhận ra đó là Jung-kook, tầm nhìn của anh bị mờ đi và anh lại thức dậy vào sáng ngày 11 tháng 4. Khi anh bắt đầu hồi tưởng lại một lần nữa các sự kiện của ngày hôm đó, anh giờ cảm thấy rằng có điều gì đó kỳ lạ đang xảy ra với anh. Sau khi ghé thăm trạm xăng, anh quyết định dừng xe và đi bộ quanh khu phố. Đúng lúc đó, Jung-kook rơi từ một tòa nhà và chết trên đường ngay phía sau Seok-jin, tại nơi chiếc xe của người thứ hai được cho là đang chạy (từ lần lặp trước).

Seok-jin cứu Jung-kook trong một cảnh của Tập 4

Một giọng nói đánh thức Seok-jin trở lại ngày 11 tháng 4, tạm thời cho anh thấy số phận của bạn bè và tiết lộ cho anh về số phận của chính anh: rằng anh ta sẽ bị mắc kẹt trong một vòng lặp thời gian, từ đó anh phải trốn thoát bằng cách cứu sáu người bạn của mình khỏi sự đau khổ của họ. Nhận ra rằng anh đã thực sự quay ngược thời gian (mặc dù đã hơn một lần), anh quyết định sửa chữa số phận của bạn mình và đoàn tụ lại nhóm của họ. Anh bắt đầu bằng cách ngăn Nam-joon tấn công khách hàng hợm hĩnh, người mà anh dễ dàng nói ra. Trước khi đi đến địa điểm tiếp theo, anh nói với Nam-joon rằng anh ấy sẽ đi tìm Jung-kook ngay lập tức.
Trong khi cảm thấy kỳ lạ về mức độ nghiêm trọng của những gì Seok-jin đã nói với anh ấy, Nam-joon thấy Jung-kook đang đi bộ một mình trên đường. Cảm nhận được nguy hiểm sắp đến, anh ta chạy theo Jung-kook nhưng anh ta mất dấu cậu bé qua đám đông của người đi bộ. Trong khi đó, Seok-jin cũng đang tìm kiếm Jung-kook trong khi cố nhớ lại xem cậu sẽ rơi xuống từ tầng thượng của tòa nhà nào. Sau khi leo lên tòa nhà sai và suy luận đúng, anh lao vào những phút cuối cùng. Trên đường phố, Nam-joon thấy Jung-kook đang đứng trên lan can của tầng thượng tòa nhà. Ngay khi Jung-kook hụt chân, Seok-jin đã lên sân thượng và kéo anh ấy trở lại nơi an toàn.

### Tập 5–8
Seok-jin và Nam-joon hỏi Jung-kook làm thế nào mà anh lại ở trên sân thượng của tòa nhà. Đột nhiên, Jung-kook nhận được một cuộc điện thoại từ số của Yoon-gi. Bộ ba chạy đến bệnh viện và chứng kiến các bác sĩ đang cố gắng hồi sinh Yoon-gi, người đã được cứu khỏi căn phòng khách sạn đang bốc cháy của anh ta. Thật không may, Yoon-gi cuối cùng đã chết; ngay lập tức, Seok-jin được đưa về vào sáng ngày 11 tháng 4.
Seok-jin lặp lại việc giải cứu Nam-joon và Jung-kook, lần này làm sớm hơn để Nam-joon không phải gặp khách hàng hợm hĩnh và Jung-kook sẽ không phải lên sân thượng của tòa nhà. Khi Seok-jin rời đi để giải cứu Yoon-gi, Nam-joon nhận được một cuộc gọi từ đồn cảnh sát. Ở đó, anh ấy và Jung-kook tìm thấy Tae-hyung, người đã bị bắt gặp đang gây rắc rối. Khi được hỏi liệu anh ấy có biết nơi ở của Yoon-gi hay không, Tae-hyung tiết lộ, đúng hơn là nói đùa, rằng anh đã nhìn thấy Yoon-gi trong "những giấc mơ" của mình.

Seok-jin cứu Yoon-gi khỏi đám cháy trong một cảnh của Tập 7

Trong khi đó, Seok-jin đang ở một khách sạn để quét các camera an ninh để tìm dấu hiệu của Yoon-gi, chỉ để phát hiện ra rằng anh đã đi nhầm tòa nhà. Một tòa nhà gần đó bốc cháy và Seok-jin được đưa trở lại vào sáng ngày 11 tháng 4 một lần nữa. Trong lần thử nghiệm tiếp theo này, Seok-jin mang theo Nam-joon, Jung-kook và Tae-hyung ngay sau khi thức dậy, sớm hơn đáng kể so với các lần lặp trước, để giúp anh tìm kiếm Yoon-gi. Trước sự thay đổi số phận đột ngột này, bốn người đàn ông bị tai nạn xe cộ; Nam-joon, Jung-kook và Tae-hyung bị giết trong khi Seok-jin bị thương nặng. Khi vòng lặp lại bắt đầu, Seok-jin nhận ra rằng anh ấy không thể nhanh chóng nhảy vào để thay đổi số phận của bạn bè mình.
Trở lại phần bắt đầu của vòng lặp, Seok-jin bắt đầu lập kế hoạch giải cứu của mình. Seok-jin kết luận rằng anh phải để Nam-joon gặp một khách hàng hợm hĩnh và dừng cuộc chiến vào đúng thời điểm, và để Nam-joon tự mình đi giải cứu Jung-kook, đi một khoảng cách ngắn nhất có thể. Tiếp tục như kế hoạch, Seok-jin lao đến tòa nhà đang cháy để cứu Yoon-gi. Khi tỉnh lại trong bệnh viện, Yoon-gi bày tỏ sự bất bình của mình đối với Seok-jin vì đã cứu anh ta khỏi đám cháy.
Một tháng sau, Tae-hyung bị bắt vì hành vi phá hoại và trốn tránh cảnh sát bằng cách trốn trong đệm của Nam-joon. Trong khi qua đêm ở Nam-joon, Tae-hyung tỉnh dậy sau một cơn ác mộng, trong đó anh ấy nhìn thấy Ji-min. Cả Nam-joon và Tae-hyung đều không biết rằng Ji-min đã ở trong bệnh viện được hai năm. Trong bệnh viện, Ji-min gặp Ho-seok, người gần đây đang bị biệt giam vì chứng ngủ rũ. Ji-min tâm sự với Ho-seok rằng "đồng hồ của anh ngừng nhấp vào một thời điểm nào đó": anh không thể nói với anh ấy rằng đã ở bệnh viện bao lâu và anh ấy phải ở lại bao lâu nữa. Ji-min cũng bị ám ảnh bởi những hình ảnh về một đường hầm và một dấu hiệu chỉ dẫn đến một vườn ươm.
Trong khi đó, Nam-joon và Tae-hyung quyết định đến thăm Ho-seok tại nơi làm việc của anh ấy, nhưng sau đó biết rằng anh đã được đưa đến bệnh viện do chứng ngủ rũ. Tại bệnh viện, Ho-seok tình cờ nghe được một nhóm nhân viên bệnh viện nói về Ji-min và biết được rằng Ji-min thực sự đã bị cha mẹ anh ép phải ở lại bệnh viện.

### Tập 9–12
Nam-joon và Tae-hyung, cùng với Jung-kook và Yoon-gi, người đã xuất viện một tháng trước, đến bệnh viện để thăm Ho-seok. Ho-seok biết được sự xuất hiện của họ và mời Ji-min tham gia cùng anh gặp gỡ bạn bè của họ, nhưng Ji-min từ chối và yêu cầu anh ấy không nói với họ rằng anh đang ở bệnh viện. Sau đó, Nam-joon xin phép rời nhóm để quay lại công việc của mình.

Seok-jin và Ho-seok trong một cảnh của Tập 11

Khi ra khỏi bệnh viện, Nam-joon gặp Seok-jin, người mà anh nghĩ cũng sẽ đến thăm Ho-seok. Seok-jin, người vừa biết tin Yoon-gi xuất viện, nhận ra Ho-seok cũng đang ở trong bệnh viện khi gặp Nam-joon. Vào ngày hôm sau, anh quay lại bệnh viện để gặp Ho-seok nhưng thay vào đó anh lại gặp Ji-min. Đúng lúc đó, các nhân viên bệnh viện chạy tới Seok-jin và Ji-min, vận chuyển một Ho-seok đang hấp hối bị ngã xuống cầu thang. Seok-jin sau đó được đưa trở lại vào sáng ngày 11 tháng 4, bắt đầu lại vòng lặp một lần nữa.
Seok-jin tiếp tục thực hiện lại các cuộc giải cứu của mình; lần này, anh tìm thấy Ho-seok trên một cây cầu dưới ảnh hưởng của cơn ngủ rũ và bắt anh ta khi anh ta bất tỉnh, do đó ngăn Ho-seok được đưa đến bệnh viện. Ho-seok hồi phục sức khỏe trong xe của Seok-jin và yêu cầu được nghỉ làm. Trước khi bước xuống xe, Ho-seok nhận thấy năm tờ giấy dính dán trên bảng đồng hồ, trên đó là tên của anh, Nam-joon, Jung-kook, Yoon-gi và Ji-min và những nơi mà mỗi người được cho là sẽ gặp nhau số phận tồi tệ của họ.
Bối rối, Ho-seok gặp Nam-joon, hỏi về hành vi kỳ lạ của Seok-jin. Sau đó, anh quản lý để theo Seok-jin đến tòa nhà đang cháy, và bị sốc khi thấy Seok-jin xuất hiện từ tòa nhà mang theo Yoon-gi. Nhớ lại những ghi chép trong xe của Seok-jin, Ho-seok tra hỏi Seok-jin, nhưng sau đó anh từ chối tiết lộ sự thật. Trong khi chờ Yoon-gi hồi phục trong bệnh viện, Ho-seok tình cờ gặp Ji-min, người nói với anh ấy về việc anh ấy đã bị nhốt trong bệnh viện trong một thời gian rất dài.
Khi Ji-min muốn trốn khỏi bệnh viện, Ho-seok đã nhờ đến sự giúp đỡ của Nam-joon và Tae-hyung. Seok-jin tiếp tục giải cứu Ji-min, nhưng thay vào đó, anh lại gặp Ho-seok, Nam-joon và Tae-hyung, những người đã đưa Ji-min đi cùng. Lo sợ rằng tất cả sẽ gặp nguy hiểm, Seok-jin từ chối giúp đỡ bạn bè của mình trong việc đưa Ji-min ra khỏi bệnh viện. Trong một sự thay đổi ngắn, Ho-seok tiết lộ cho Seok-jin biết sự thật về nỗi đau khổ của Ji-min; Seok-jin cuối cùng cũng dẫn đầu cả nhóm chạy trốn, nhưng họ bị mẹ của Ji-min bắt lại. Ji-min cầu xin được giải ngũ nhưng anh bị mẹ tát và từ chối. Nhiều ngày sau cuộc giải cứu thất bại, Ji-min được tìm thấy trong một phòng tắm bị khóa, gần như chết đuối bên trong bồn tắm đầy nước.

### Tập 13 – 15
Nhân viên bệnh viện bẻ khóa cửa vào phòng tắm; Seok-jin lao vào phòng và cứu Ji-min khỏi chết đuối. Trước sự cầu xin của người sau, Seok-jin đưa Ji-min ra khỏi bệnh viện và trốn thoát bằng xe hơi, nhưng khi cả hai đi qua một đường hầm, Ji-min bắt đầu cảm thấy khó chịu. Nhìn thấy dấu hiệu vườn ươm trước mắt, Ji-min hoảng sợ và lao ra khỏi xe. Seok-jin được đưa trở lại một lần nữa để bắt đầu vòng lặp thời gian.
Kiệt sức vì những thất bại liên tiếp của mình, Seok-jin từ chối sống lại cuộc sống và cứu bạn bè của mình, và anh dành thời gian ủ rũ trong phòng của mình. Bất ngờ, Tae-hyung đến thăm Seok-jin vào lần lặp lại tiếp theo, thúc đẩy Seok-jin tiếp tục trong thử thách giải cứu bạn bè và thoát khỏi vòng lặp. Seok-jin tiến hành cứu Nam-joon, Jung-kook, Ho-seok, Yoon-gi và Ji-min theo cách an toàn nhất có thể. Khi bảy người bạn thân nhất ăn mừng sự đoàn tụ của họ, Seok-jin không nhận ra rằng anh vẫn còn một người bạn cần được cứu khỏi số phận tồi tệ của mình: Tae-hyung.

Tae-hyung thương tiếc cơ thể của Seok-jin trong một cảnh của Tập 15

Trong khi đó, Tae-hyung vẫn giữ bí mật với bạn bè của mình về các vấn đề gia đình. Anh ấy và chị gái của anh ấy đã bị dày vò từ khi còn nhỏ bởi người cha bạo hành và nghiện rượu của họ. Khi đến căn hộ của họ, Tae-hyung thấy cha mình đang trong cơn say. Khi cha của họ đánh đập chị gái của mình, Tae-hyung, mù quáng vì giận dữ, lấy một chai rượu rỗng và được hiển thị đang lao về phía cha mình. Ngay khi Nam-joon đang nói với Seok-jin những lo lắng của anh ấy đối với cuộc sống gia đình của Tae-hyung, thì Ho-seok đến để thông báo về việc Tae-hyung bị bắt. Seok-jin chạy đến đồn cảnh sát và thấy Tae-hyung đang bị cảnh sát áp giải và bị bao vây bởi các phóng viên—Tae-hyung đã giết cha mình. Khi vòng lặp thời gian khởi động lại một lần nữa, Seok-jin quyết tâm tiến lên với cuộc giải cứu cuối cùng của mình, tự thề với bản thân rằng mình sẽ không thất bại một lần nữa.
Sau khi cứu năm người bạn đầu tiên như trước, Seok-jin tìm Tae-hyung và mời anh ấy lái xe về nhà. Khi ở trong xe, Tae-hyung từ chối tâm sự những vấn đề gia đình của mình. Thay vào đó, anh tiết lộ rằng có những giấc mơ lặp đi lặp lại về số phận xấu số của bạn bè họ. Tae-hyung mô tả chúng một cách chính xác chi tiết—vụ phóng hoả của Yoon-gi, Jung-kook rơi từ một tòa nhà, tai nạn của Ho-seok, Ji-min bị nhốt trong bệnh viện và việc Nam-joon bị giam cầm—điều đó Seok-jin thực sự ngạc nhiên. Anh tiết lộ rằng anh cũng đã từng nhìn thấy mình trong giấc mơ, nhưng khi tỉnh dậy, anh lại không thể nhớ lại những gì đã xảy ra với mình trong giấc mơ.
Khi cả hai đến một căn hộ, cả hai đều nghe thấy một giọng nói tức giận dường như phát ra từ bố của Tae-hyung. Cảm nhận được cơn giận dữ của cha mình, Tae-hyung chạy nhanh về căn hộ với Seok-jin đang theo sau anh ấy. Nhìn thấy chị gái của mình bị đánh đập bởi cha của họ, Tae-hyung tức giận đã đánh cha mình bằng một chai rượu rỗng, và nó đã bị vỡ trước sức mạnh tuyệt đối. Khi Tae-hyung nhắm cái chai vỡ vào cha mình để giết ông ấy, Seok-jin đã can thiệp và nhận một nhát dao chí mạng.
Trong khi Tae-hyung thương tiếc cho cơ thể đang hấp hối của anh ấy, Seok-jin tự hỏi liệu anh có phải cuối cùng đã kết thúc tất cả những đau khổ của bạn mình hay không. Anh mở mắt và thấy mình trở về nhà trong phòng ngủ của mình vào ngày 11 tháng 4, ngày bắt đầu của vòng lặp. Anh nhận ra rằng anh không thể cứu bạn bè và tự mình thoát khỏi vòng lặp thời gian. Trong khi cầm một bức ảnh của nhóm họ, Seok-jin nhìn thấy những cánh hoa đang rơi trên mình. Với việc nhận ra cơ hội mới có thể được trao cho mình, anh kết luận về cách anh có thể thoát khỏi số phận và ngăn chặn những người bạn của mình:
| “ | Một lần nữa, giống như trước đây ... cùng với cậu... | ” |

## Nhân vật

### Nhân vật chính
- Kim Seok-jin

Được đặt theo tên và dựa trên Jin của BTS, Kim Seok-jin là nhân vật chính và người dẫn chuyện cho Save Me, và là động lực chính của tình tiết câu chuyện. Anh trở thành bạn với Nam-joon, Jung-kook, Yoon-gi, Ho-seok, Ji-min và Tae-hyung khi cả bảy người họ đều bị giam giữ vì đi học muộn và là người lớn tuổi nhất trong nhóm. Sau khi nhóm của họ tách ra, anh ở lại Hoa Kỳ và trở về nhà hai năm sau đó, chỉ để thấy những người bạn của anh đang chìm trong đau khổ của chính họ. Với mong muốn đoàn tụ với sáu người bạn thân nhất của mình, anh bị mắc kẹt trong một vòng lặp thời gian, từ đó anh chỉ có thể thoát ra nếu anh có thể cứu tất cả sáu người bạn của mình khỏi số phận xấu số của họ. Anh liên tục sống lại cuộc sống của mình bắt đầu từ ngày 11 tháng 4, học các quy tắc của vòng lặp thời gian trong mỗi lần lặp lại để mang tất cả bảy người của anh lại với nhau. Trong tập cuối, anh bị giết trong một cuộc đấu tranh với Tae-hyung, người đã trở nên giết người chống lại chính cha mình do bạo lực trong gia đình.
- Kim Nam-joon

Được đặt theo tên và dựa trên RM của BTS, Kim Nam-joon là một trong những người bạn thân nhất của Seok-jin, anh cả thứ tư trong số bảy chàng trai. Sau khi nhóm của họ đi theo con đường riêng hai năm trước các sự kiện của câu chuyện, Nam-joon bắt đầu làm việc trong một trạm xăng. Ở đó, anh ta được định sẵn để gặp một khách hàng thô lỗ và kiêu ngạo, người sẽ kích hoạt anh ta chống lại và do đó, khi anh ta từ chối giải quyết, anh ta sẽ bị đưa ra sau song sắt vì hành hung khách hàng. Anh ấy là người đầu tiên được Seok-jin cứu thoát khỏi số phận tồi tệ của mình. Anh ấy sống trong một ngôi nhà container; anh ấy đặc biệt thân thiết với Tae-hyung, người thường trốn trong nhà để trốn cảnh sát.
- Jeon Jung-kook

Được đặt theo tên và dựa trên Jungkook của BTS, Jeon Jung-kook là người trẻ nhất trong số những người bạn thân nhất của Seok-jin. Anh ấy đang gặp vấn đề với sự ghẻ lạnh của gia đình, nhưng ở trường anh ấy đã trở thành bạn của Seok-jin, Nam-joon, Jung-kook, Yoon-gi, Ho-seok, Ji-min và Tae-hyung. Anh ấy trở nên thân thiết hơn, đặc biệt, với Yoon-gi, người đã cứu anh ấy khỏi việc bị đánh bởi một giáo viên, dẫn đến việc Yoon-gi bị đuổi học. Anh ta được định sẵn là bị đánh đập bởi những người lạ và rơi xuống cái chết của anh ta từ một tòa nhà. Anh ấy là người thứ hai được cứu thoát khỏi số phận tồi tệ của mình sau Nam-joon.
- Min Yoon-gi

Được đặt theo tên và dựa trên Suga của BTS, Min Yoon-gi là một trong những người bạn thân nhất của Seok-jin, anh cả thứ hai trong số bảy chàng trai trẻ. Anh ta bị đuổi khỏi trường khi anh đánh nhau với một giáo viên, người sắp đánh Jung-kook. Anh đang theo đuổi con đường âm nhạc nhưng vấp phải sự phản đối của bố. Anh ta định chết sau khi phóng hỏa căn phòng trọ của mình do có ý định tự tử. Anh ấy là người thứ ba được cứu sau Jung-kook.
- Jung Ho-seok

Được đặt theo tên và dựa trên J-Hope của BTS, Jung Ho-seok là một trong những người bạn thân nhất của Seok-jin, anh cả thứ ba trong số bảy chàng trai. Anh ấy bị chứng ngủ rũ từ khi còn nhỏ, và đôi khi anh ấy sẽ ngã quỵ và tự làm mình bị thương trong cơn ngủ rũ. Anh là một đứa trẻ mồ côi, bị mẹ bỏ rơi trong một công viên giải trí. Trong số những người bạn của mình, anh ấy đặc biệt thân thiết với Ji-min. Mặc dù mắc chứng ngủ rũ, anh ấy đang làm việc trong một nhà hàng thức ăn nhanh. Anh ta được cho là sẽ bị giam trong một bệnh viện, nơi anh ta sẽ gặp số phận của mình do ngã cầu thang máy bay sau khi nhầm một người phụ nữ với mẹ anh ta. Anh ấy là người thứ tư được cứu sau Yoon-gi.
- Park Ji-min

Được đặt theo tên và dựa trên Jimin của BTS, Park Ji-min là một trong những người bạn thân nhất của Seok-jin, người em thứ ba trong số bảy chàng trai. Anh ta có số phận là vô thời hạn, có lẽ là mãi mãi, bị giam giữ trong bệnh viện khi cha mẹ anh ta từ bỏ anh vì anh ta bị động kinh. Anh ta bị tổn thương bởi sự bỏ rơi của cha mẹ mình và sự thật đơn thuần là anh ta bị nhốt trong bệnh viện. Anh thường xuyên nhìn thấy những hình ảnh đen tối về bản thân lúc trẻ, về một đường hầm và một vườn ươm, có thể liên quan đến quá khứ đau buồn của anh. Phương án cuối cùng, anh ta cố gắng tự tử bằng cách dìm mình trong bồn tắm. Anh ấy là người thứ năm được cứu sau Ho-seok.
- Kim Tae-hyung

Được đặt theo tên và dựa trên V của BTS, Kim Tae-hyung là một trong những người bạn thân nhất của Seok-jin, người em thứ hai trong số bảy chàng trai trẻ. Từ khi còn nhỏ, anh và chị gái đã phải chịu sự bạo hành thể xác của cha mình, một người nghiện rượu. Trong cơn giận dữ của cha, chị gái của anh ấy sẽ bảo anh ấy trốn trong khi cô ấy chịu tất cả các cuộc đánh đập. Do vấn đề gia đình, anh ta trở thành một kẻ phạm pháp và thường bị cảnh sát giam giữ. Anh ta đặc biệt thân thiết với Nam-joon, nhà container là nơi ẩn náu thường ngày của anh ta trước cảnh sát. Anh ta được định mệnh trở thành một kẻ sát nhân khi giết cha mình bằng cách đâm ông ta bằng một chai rượu vỡ. Anh ấy là người cuối cùng được cố gắng giải cứu khỏi số phận tồi tệ này, với cái giá phải trả là mạng sống của Seok-jin. Trong một số tập của bộ truyện, người ta cũng gợi ý rằng anh ta thực sự sở hữu năng lực tiền nhận thức, nhìn thấy số phận xấu số của bạn bè thông qua giấc mơ của mình.

### Nhân vật phụ
- Khách hàng hợm hĩnh (Eps. 1, 3)

một khách hàng kiêu kỳ mà Nam-joon gặp tại trạm xăng vào đêm ngày 11 tháng 4. Anh ta đối xử thiếu tôn trọng với Nam-joon, kích động anh ta chống trả, dẫn đến việc Nam-joon phải ngồi tù.
- Giọng nói (Tập 1–2, 13, 15)

một thực thể siêu nhiên vô danh đã đề nghị Seok-jin giam cầm anh ta trong vòng lặp thời gian như một cách để anh ta cứu sáu người bạn của mình khỏi những đau khổ của họ. Nó thể hiện qua một sinh vật nhỏ và thông qua tầm nhìn chỉ có Seok-jin mới có thể nhìn thấy.
- Đứa trẻ mê man (Ep. 8)

một trong những bệnh nhân trong khu giam giữ Ji-min và Ho-seok.
- Mẹ của Ji-min (Tập 12)

Cô buộc Ji-min bị giam trong bệnh viện vô thời hạn sau khi cô và chồng trở nên bực tức vì cơn co giật của Ji-min.
- Chị gái của Tae-hyung (Tập 14–15)

Để bảo vệ Tae-hyung trong cơn giận dữ của cha họ, cô ấy sẽ bảo anh ấy trốn đi để cô ấy chịu đòn.
- Cha của Tae-hyung (Tập. 14–15)

một người đàn ông nghiện rượu, người đã khiến con trai và con gái của mình phải chịu sự cực đoan từ lạm dụng thể chất. Định mệnh là ông ta sẽ bị giết bởi đứa con trai trả thù Tae-hyung của mình.

## Phát hành và phản hồi
Đoạn mở đầu và hai tập đầu tiên của Save Me đã được tải lên vào ngày 17 tháng 1 năm 2019 trên cả hai cổng webtoon Naver (tiếng Hàn) và Line (tiếng Anh) và sau đó được cập nhật tập mới vào thứ Năm hàng tuần. Phiên bản chính thức của webtoon có sẵn bằng tiếng Hàn, tiếng Anh, tiếng Nhật, cả tiếng Trung giản thể và phồn thể, Indonesia và Thái Lan. Vào ngày 1 tháng 2 năm 2019, WEBTOON cũng đã mở Save Me cho người hâm mộ bản dịch thông qua một bài đăng trên tài khoản Twitter chính thức WEBTOON của mình. Bộ truyện chính thức đóng máy vào ngày 11 tháng 4 với việc đăng tải hai tập cuối cùng.
Vào ngày 15 tháng 3 năm 2019, Save Me đã được giới thiệu trong một cuộc triển lãm của Naver's Line Friends Store ở Quảng trường Thời đại, Thành phố New York. Triển lãm trưng bày các bức tượng nhỏ độc quyền của bảy nhân vật trung tâm của webtoon, mặc dù các bức tượng nhỏ này không được bán. Line Friends Store cũng đã mở một triển lãm Save Me khác tại chi nhánh Harajuku, Tokyo vào ngày 22 tháng 3 năm 2019; cả hai cuộc triển lãm đều kết thúc vào ngày 18 tháng 4 năm 2019.
Vào ngày 28–30 tháng 3 năm 2019, các thành viên BTS Jin, Jungkook và J-Hope đã nổi bật khi đọc và bình luận về Save Me thông qua các video clip ngắn do WEBTOON tải lên trên tài khoản Twitter và YouTube của họ. Các nghệ sĩ nói trên là cơ sở thực tế cho các nhân vật Save Me lần lượt là Seok-jin, Jung-kook và Ho-seok.
Save Me, bao gồm các tác phẩm liên quan khác thuộc BTS Universe, đã trở thành chủ đề của nhiều cuộc tranh luận và lý thuyết giữa những người hâm mộ BTS. Vài giờ sau khi phát hành lần đầu, nó đã nhận được hầu hết phản ứng tích cực từ các độc giả và người hâm mộ BTS. Nó nhanh chóng kiếm được 20.000 người theo dõi khi phát hành hai tập đầu tiên. Save Me đã nhận được xếp hạng 9,9 trên WEBTOON, và khi kết thúc, webtoon đã đạt được 50 triệu lượt xem tích lũy.